# HD79718
HD79718 — хімічно пекулярна зоря спектрального класу
A й має видиму зоряну величину в смузі V приблизно  9,7.